# Antonka
Antonka (německy Antonidorf) je malá vesnice, část města Kamenice nad Lipou v okrese Pelhřimov. Nachází se asi 2 km na východ od Kamenice nad Lipou. Prochází zde silnice II/639.
Antonka leží v katastrálním území Kamenice nad Lipou o výměře 20,71 km2.

## Historie
První písemná zmínka o vesnici pochází z roku 1842.

## Obyvatelstvo
V roce 1880 tu žilo 237 českých obyvatel v 36 domech.
| Rok            | 1869 | 1880 | 1890 | 1900 | 1910 | 1921 | 1930 | 1950 | 1961 | 1970 | 1980 | 1991 | 2001 | 2011 | 2021 |
| -------------- | ---- | ---- | ---- | ---- | ---- | ---- | ---- | ---- | ---- | ---- | ---- | ---- | ---- | ---- | ---- |
| Počet obyvatel | 242  | 237  | 236  | 241  | 236  | 200  | 190  | 142  | 149  | 146  | 99   | 75   | 66   | 70   | 68   |
| Počet domů     | 32   | 36   | 39   | 39   | 39   | 39   | 41   | 43   | 43   | 38   | 33   | 39   | 42   | 45   | 45   |

## Pamětihodnosti
- Židovský hřbitov leží pod kopcem u silnice. Vznikl v roce 1803. Po druhé světové válce došlo k jeho devastaci, když neznámí pachatelé rozebrali kamennou ohradní zeď, obřadní síň a ničili náhrobky. V roce 1987 začala Židovská náboženská obec v Praze s obnovou hřbitova. Do roku 1991 se podařilo obnovit ohradní zeď a vztyčit povalené pomníky. 8. května 1996 došlo k odhalení pamětní desky se jmény 46 kamenických občanů, kteří se stali obětí holokaustu.[8]
- Vrch Na Antonce (664 m) s lyžařským vlekem a 250m sjezdovkou.[8]
- Zatopený lom se nachází na západním svahu kopce nad silnicí do Častrova. Je hluboký 7 metrů.[8]

## Další fotografie

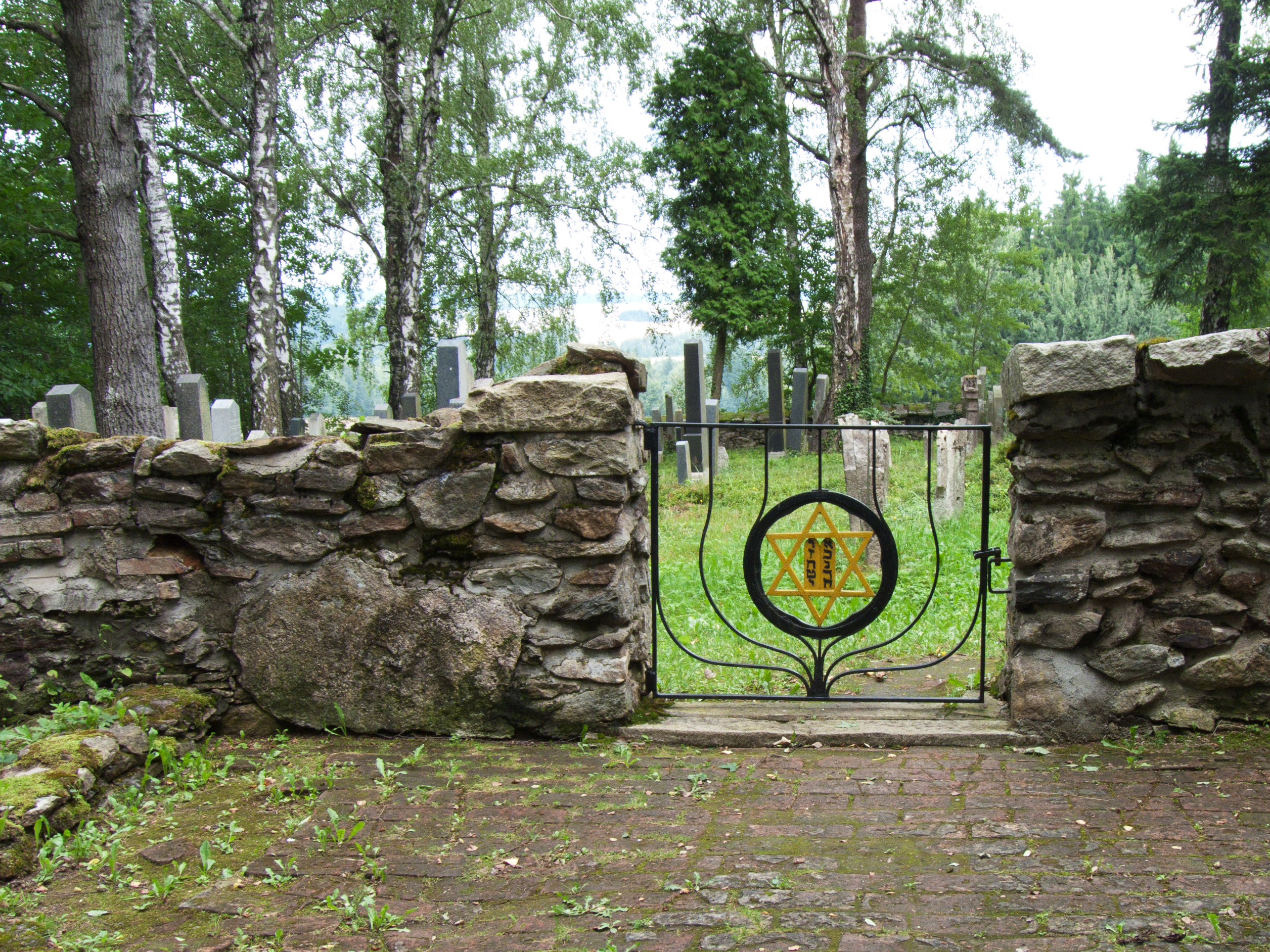
Branka židovského hřbitova
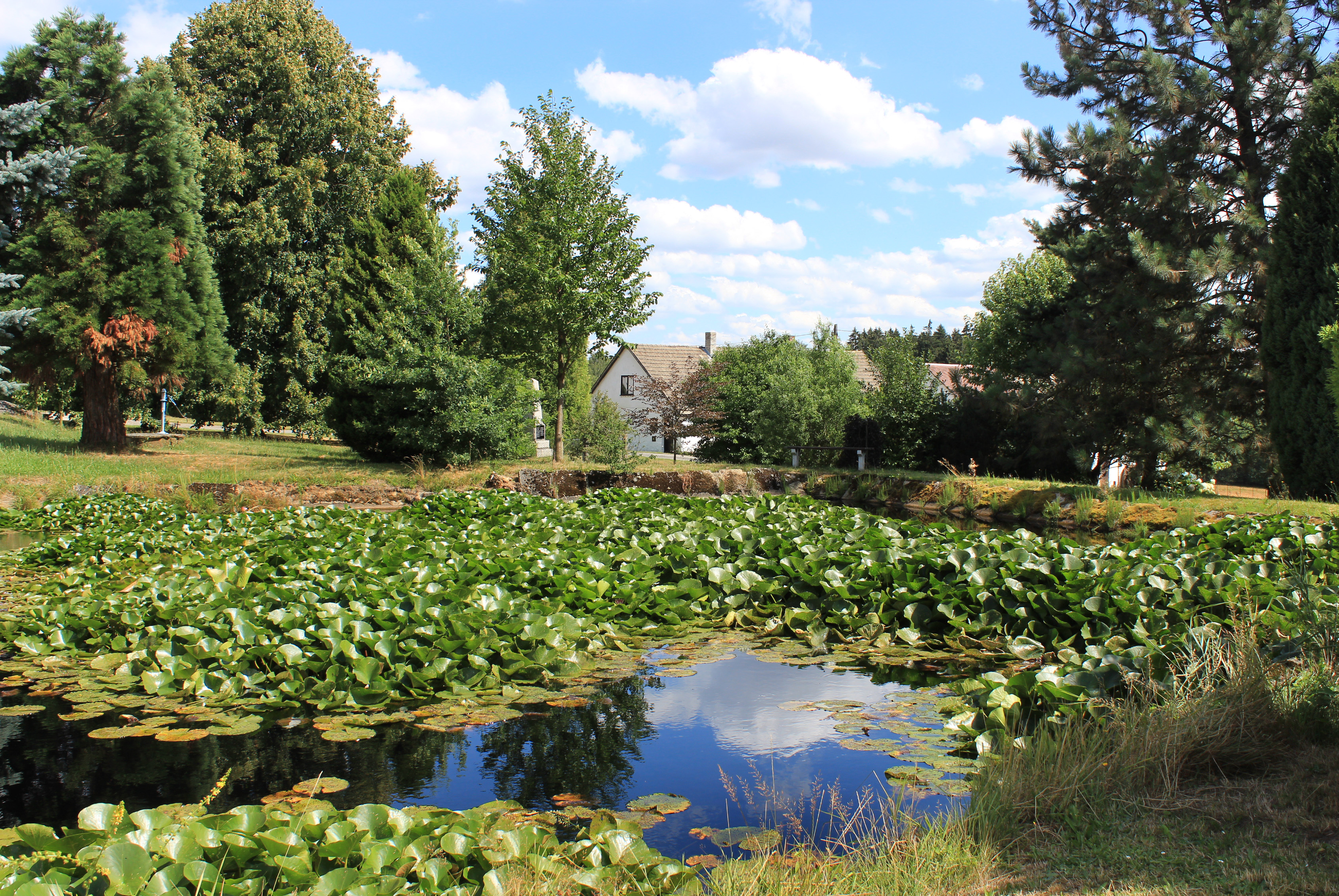
Rybníček na návsi
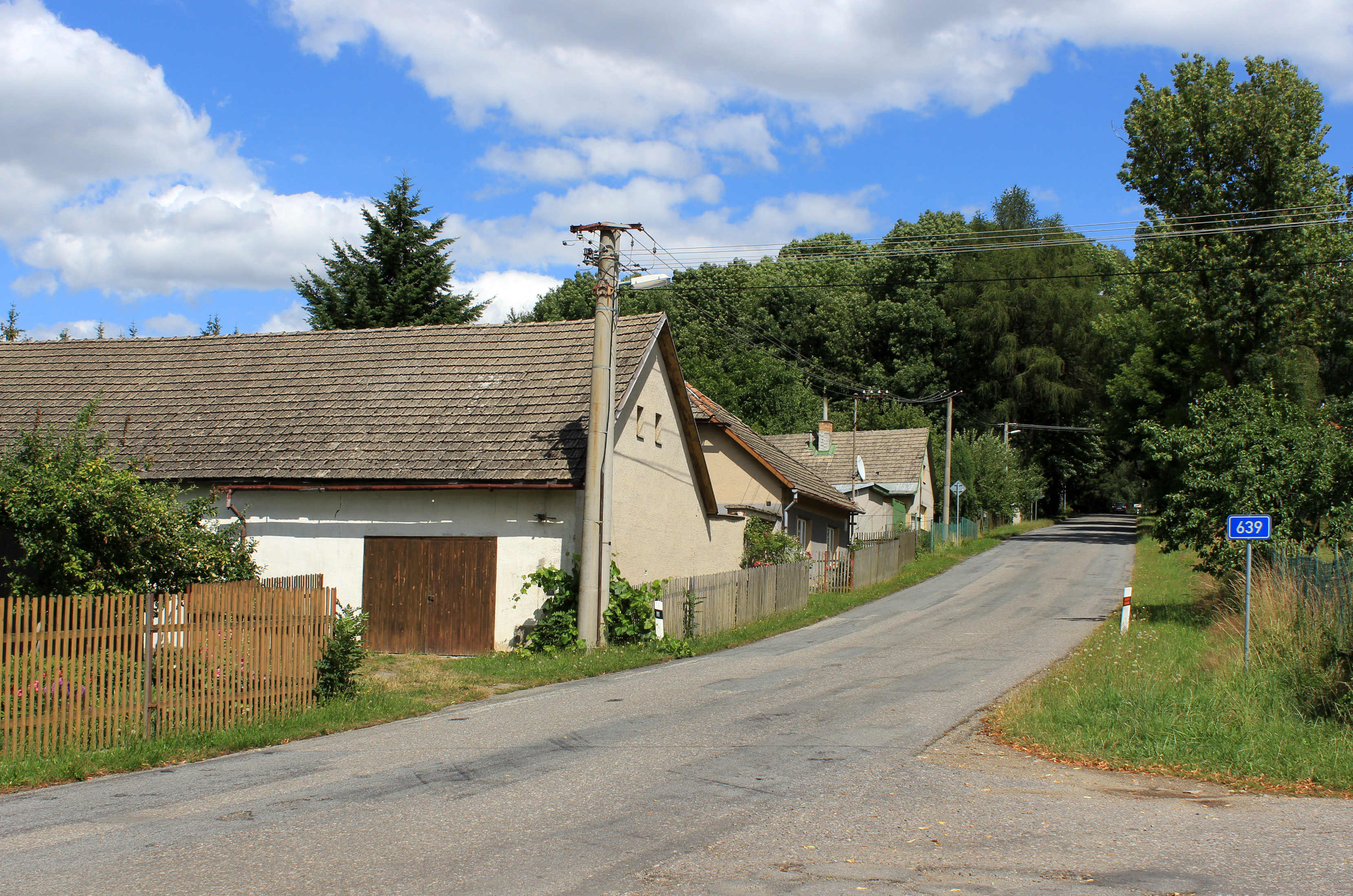
Silnice II/639 na západním okraji vesnice